# هارامونت
هارامونت (به فرانسوی: Haramont) یک کمون (فرانسه) در فرانسه است که در ان (ا-دو-فرانس) واقع شده‌است. هارامونت ۱۲٫۲۴ کیلومتر مربع مساحت دارد ۱۳۸ متر بالاتر از سطح دریا واقع شده‌است.